# Javier Pardo Siota

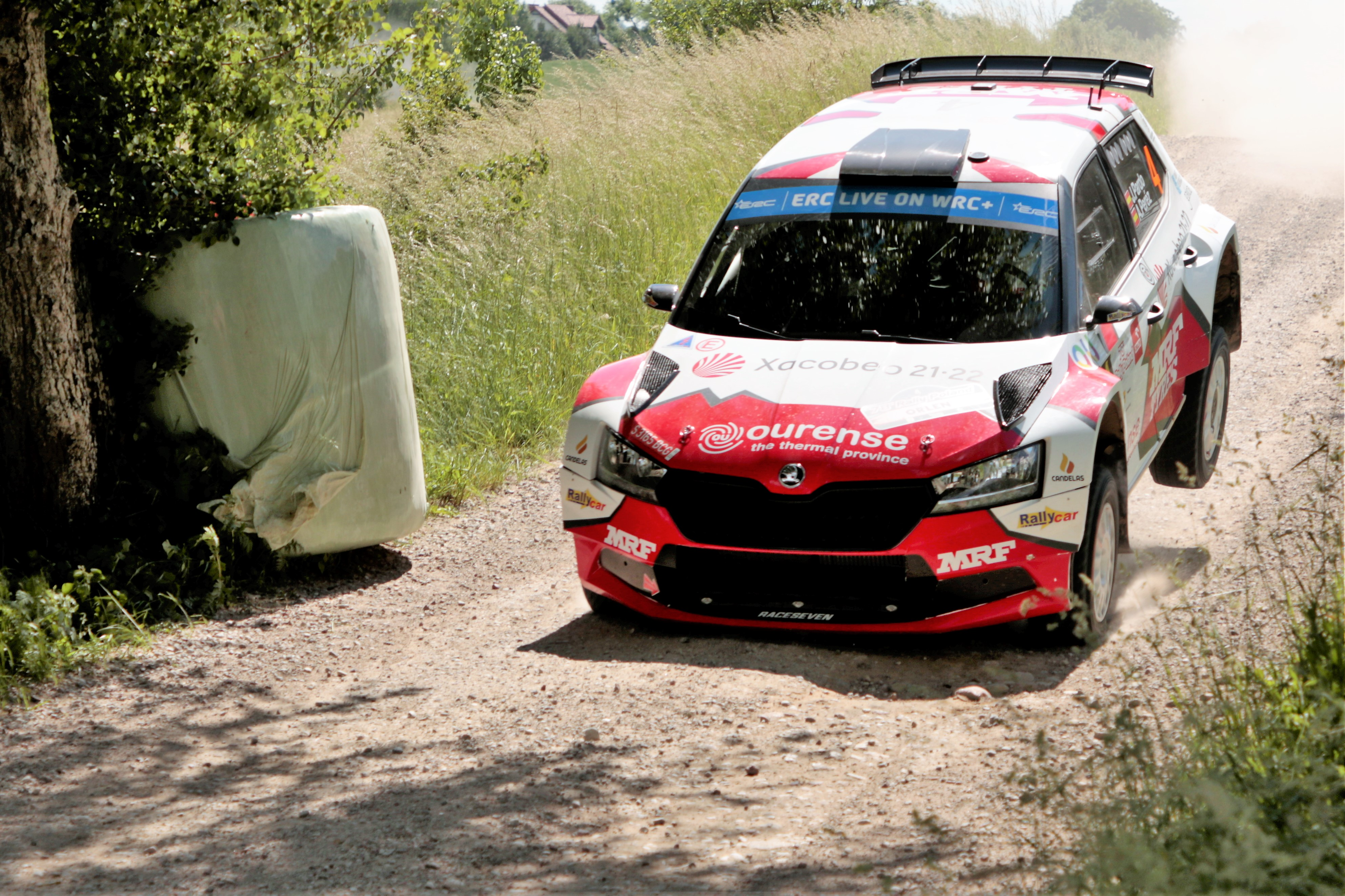
Javier Pardo Siota podczas Rajdu Polskiego 2022

Javier Pardo Siota (ur. 1 października 1996) – hiszpański kierowca rajdowy, wicemistrz Europy w rajdach samochodowych w roku 2022, rok wcześniej zdobył tytuł mistrza Europy w rajdach w klasie ERC 2.

## Wyniki wRajdowych Mistrzostwach Europy[1]
| Rok  | Zespół               | Samochód               | 1      | 2       | 3      | 4     | 5       | 6       | 7      | 8      | Pkt. | Msc. |
| ---- | -------------------- | ---------------------- | ------ | ------- | ------ | ----- | ------- | ------- | ------ | ------ | ---- | ---- |
| 2021 | Suzuki Motor Ibérica | Suzuki Swift R4LLY S   | POL 23 | LAT     | ITA 26 | CZE   | PRT1 10 | PRT2 16 | HUN 17 | ESP 23 | 7    | 41.  |
| 2022 | Team MRF Tyres       | Škoda Fabia Rally2 evo | PRT1 4 | PRT2 13 | ESP1 7 | POL 9 | LAT 8   | ITA 7   | CZE 10 | ESP2 3 | 99   | 2.   |

* - Sezon w trakcie.